# Комиссия Шидловского
Комиссия Шидловского — правительственная комиссия, созданная 29 января (11 февраля) 1905 года указом Николая II в связи с событиями «Кровавого воскресенья» 9 января, с целью «безотлагательного выяснения причин недовольства рабочих в городе С.-Петербурге и его пригородах и изыскания мер к устранению таковых в будущем». Председателем комиссии был назначен член Государственного Совета Н. В. Шидловский.
Членами комиссии должны были стать чиновники, фабриканты и депутаты от петербургских рабочих. Выборы депутатов были двухстепенными: на предприятиях избирались выборщики, которые, объединившись по 9 группам производства, должны были избрать 50 депутатов.
В выборах участвовали кандидаты рабочих, симпатизирующие большевикам, меньшевикам, остаткам гапоновского «Собрания русских фабрично-заводских рабочих Санкт-Петербурга», левому крылу «Союза освобождения». Каждая из этих групп имела свой набор экономических и политических требований.
Политический характер рабочих требований был заранее объявлен Шидловским неприемлемым; тем не менее, рабочие, под влиянием агитации РСДРП, выставляли требования свободы слова, собраний, неприкосновенности выборщиков, освобождения арестованных, гласности работы комиссии, не отдавая себе иногда полного, отчета в общеполитическом характере этих требований.
16—17 февраля (1-2 марта) на собрании выборщиков было решено потребовать от правительства гласности заседаний комиссии, свободы печати, восстановления закрытых правительством 11 отделов «Собрания», освобождения арестованных товарищей.
18 февраля (3 марта) Шидловский отклонил эти требования, как выходящие за рамки компетенции комиссии. В ответ на это выборщики 7 групп производства отказались от направления депутатов в комиссию Шидловского и призвали рабочих к забастовке.
20 февраля (5 марта) Шидловский представил Николаю II доклад, в котором признал неудачу комиссии; в этот же день царским указом комиссия Шидловского была распущена.

## Значение
Как отметил д.и.н. Олег Будницкий в интервью радиостанции «Эхо Москвы» 12 марта 2005 года,
В комиссии Шидловского должны были участвовать выборные от рабочих. Один человек от 500 рабочих Петербурга, и в выборах — можете себе представить — получилось так, что приняли участие впервые рабочие. В выборах приняло участие 145 тысяч человек, между прочим. И в значительной степени создание Совета рабочих депутатов в октябре 1905 года обязано тому, что в феврале была опробована модель вот таких вот всеобщих выборах на предприятиях Петербурга. Я думаю, что если б не было этого опыта, то, может быть, Совет и не возник бы, или возник бы в какой-то другой форме.